# Bockwindmühle Oppenwehe
De Bockwindmühle Oppenwehe is een standerdmolen in Oppenwehe, een deelgemeente van Stemwede in Duitsland. De molen werd gebouwd in 1705 in het Rittergutes Hüffe en in 1870 verplaatst naar de huidige locatie. In de jaren 1870 werden de twee uitbouwen verwijderd, de molen stilgelegd en de omringende gebouwen afgebroken.
Het is een rechtsdraaiende molen. De vangbalk zit daarom aan de linkerkant in plaats van de rechterkant van de kast.
In 1989-1992 is de molen geheel vernieuwd en werden twee uit vakwerk bestaande schuren weer opgebouwd. Bij deze restauratie kreeg de molen een Oudhollands gevlucht met eikenhouten roeden, dat op 9 april 2011 vervangen is door een dwarsgetuigd met larixhouten borstroeden en oplangers, omdat rond 1300 de molen deze ook had. De standerd is een ongeveer 450 jaar oude eik afkomstig uit het Schaumburger Wald.
De kast is bedekt met populierenhouten planken. Het dak is bedekt met eikenhouten schaliën.
De molen heeft een door het bovenwiel rechtstreeks aangedreven maalkoppel met ongeveer 1200 kg zware molenstenen uit Zuid-Frankrijk. Ook beschikt de molen over een buil en een pellerij, die via een dubbele overbrenging door het bovenwiel worden aangedreven. Het bovenwiel heeft daarom twee tandkransen. Het luiwerk wordt via een houten schijf op de bovenas aangedreven.
De molen maakt deel uit van 42 water- en windmolens die ondersteund worden door de vereniging Mühlengruppe Oppenwehe e.v.

## Fotogalerij

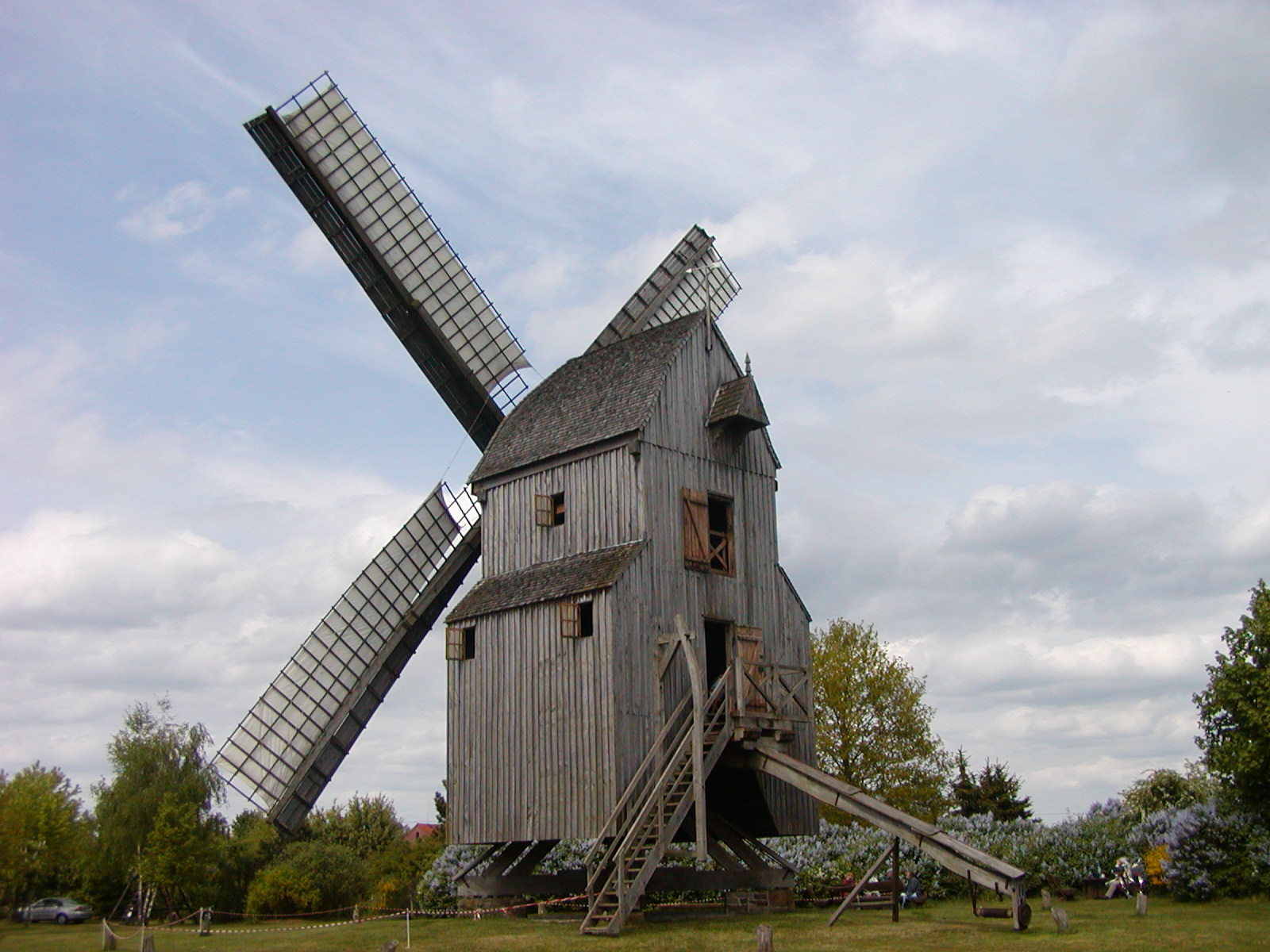
Nog met Oudhollands gevlucht
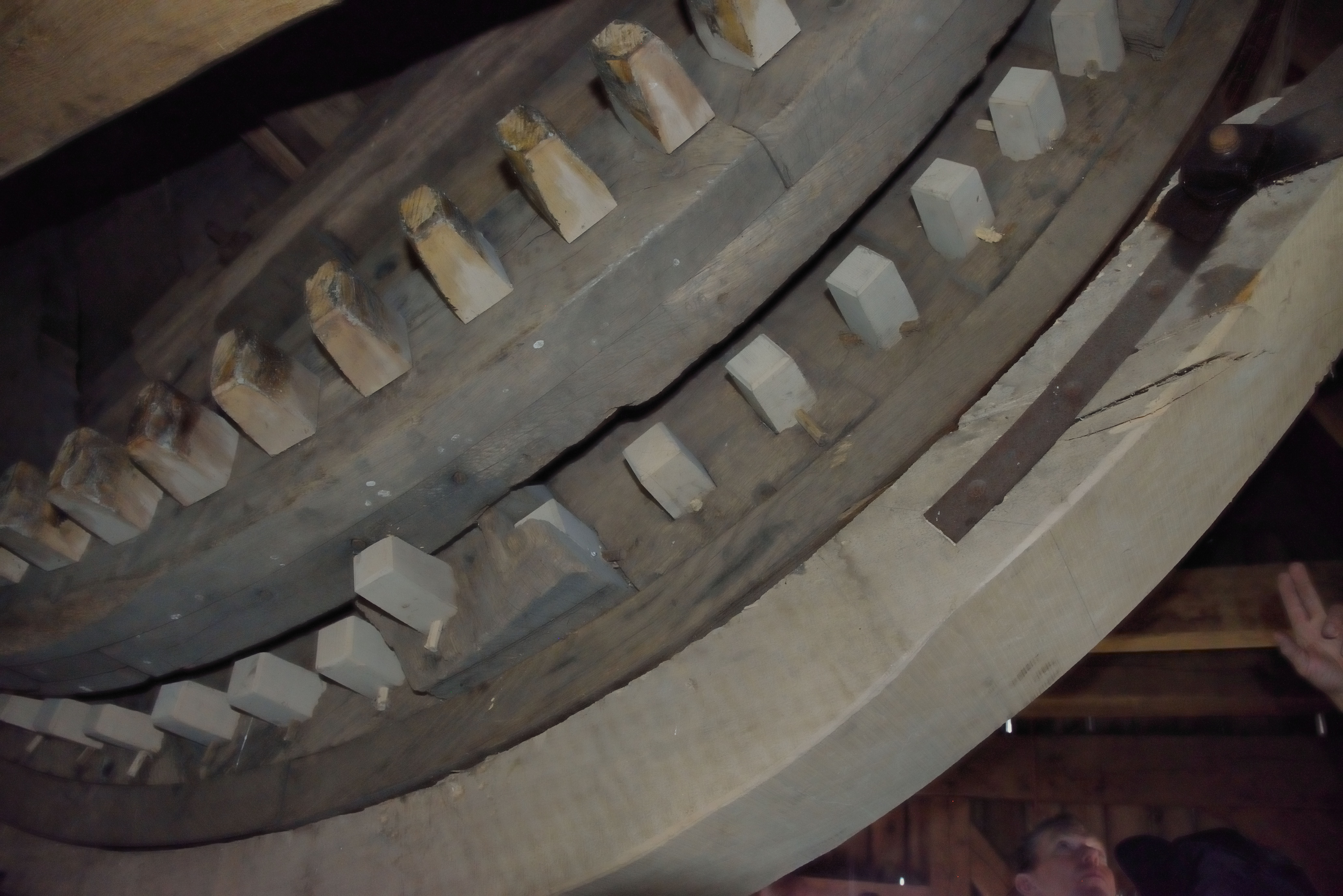
Bovenwiel
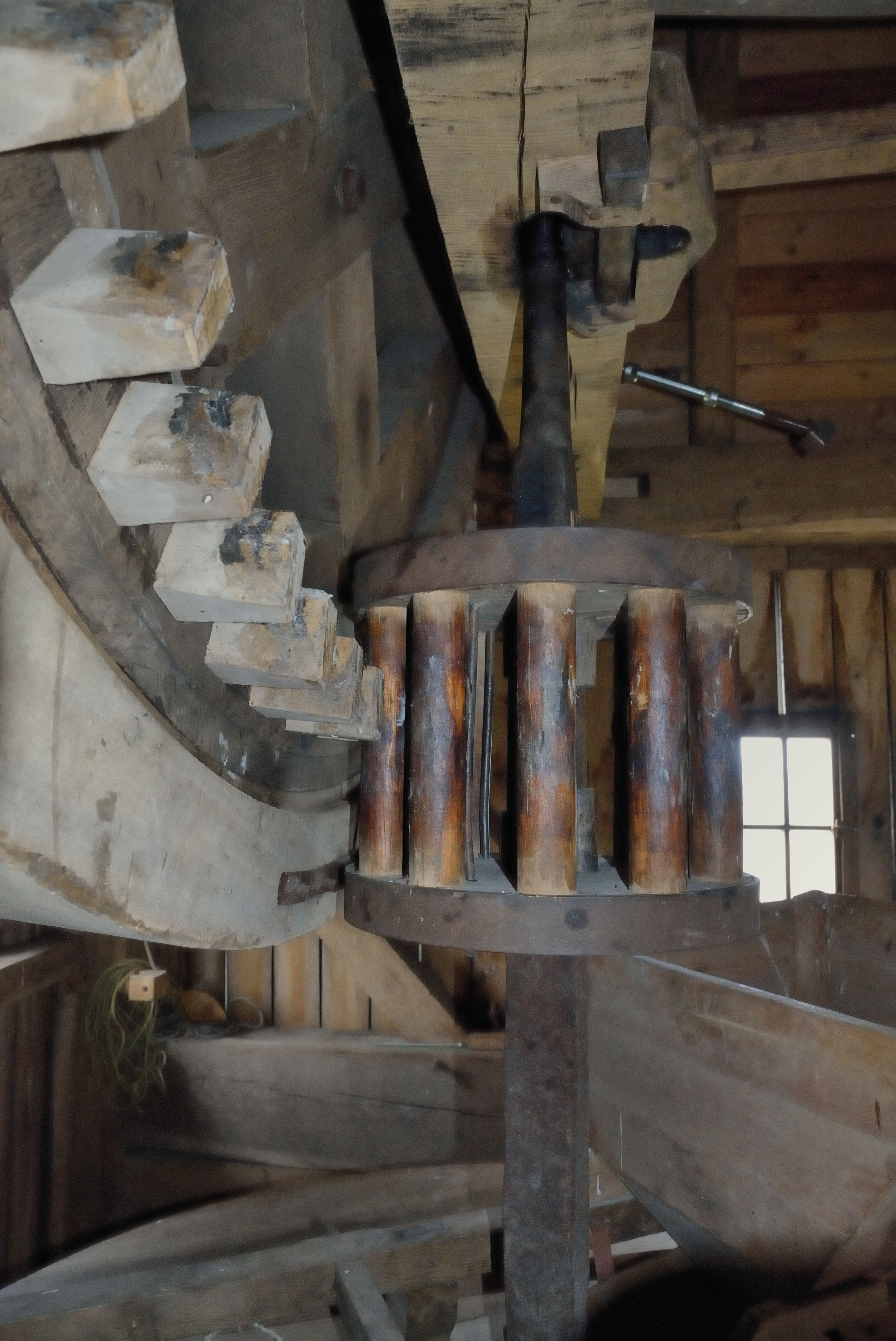
Steenrondsel maakoppel
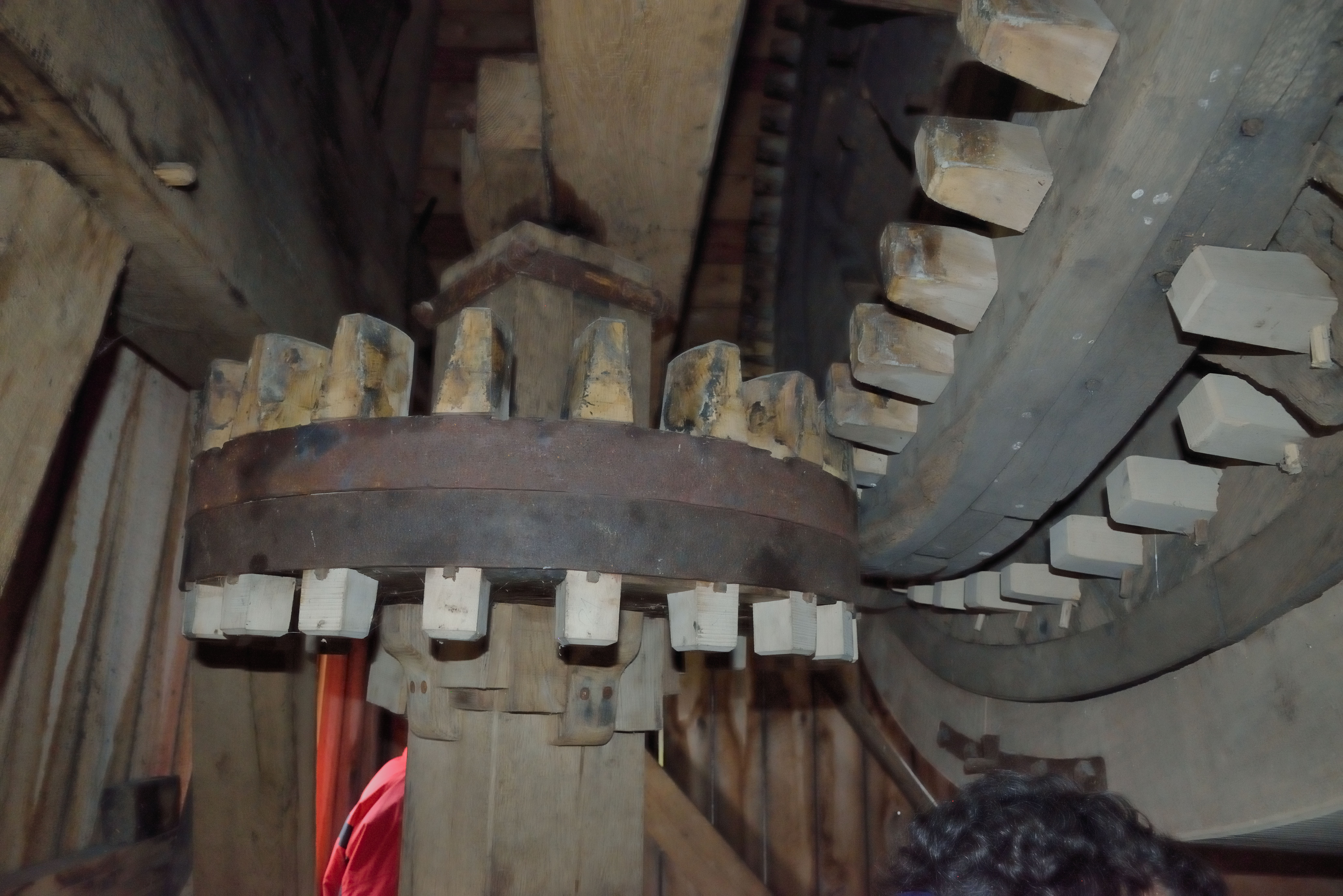
Bonkelaar van dubbele overbrenging naar pelkoppel
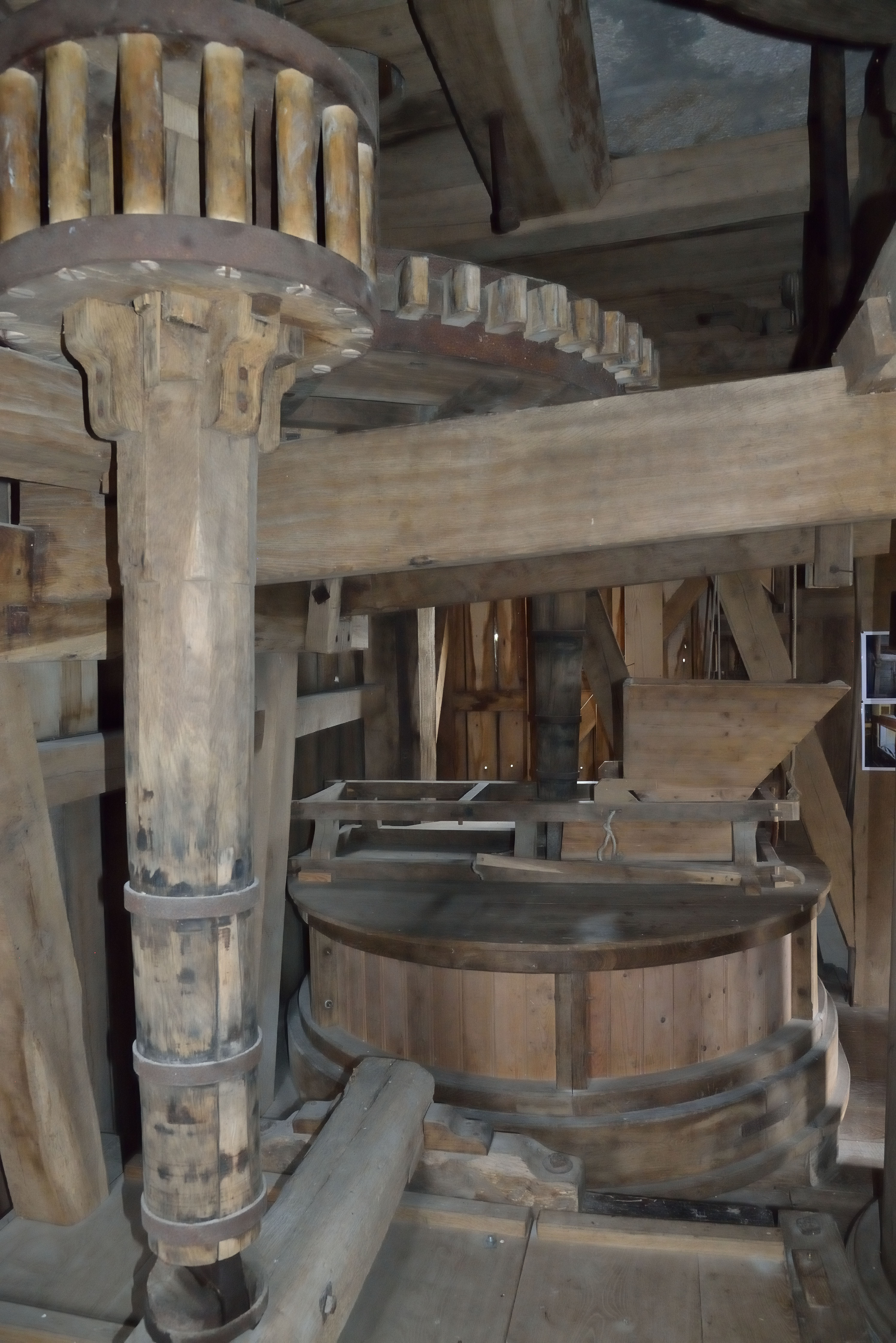
Maalkoppel met steenrondsel pelkoppel en tussenwiel
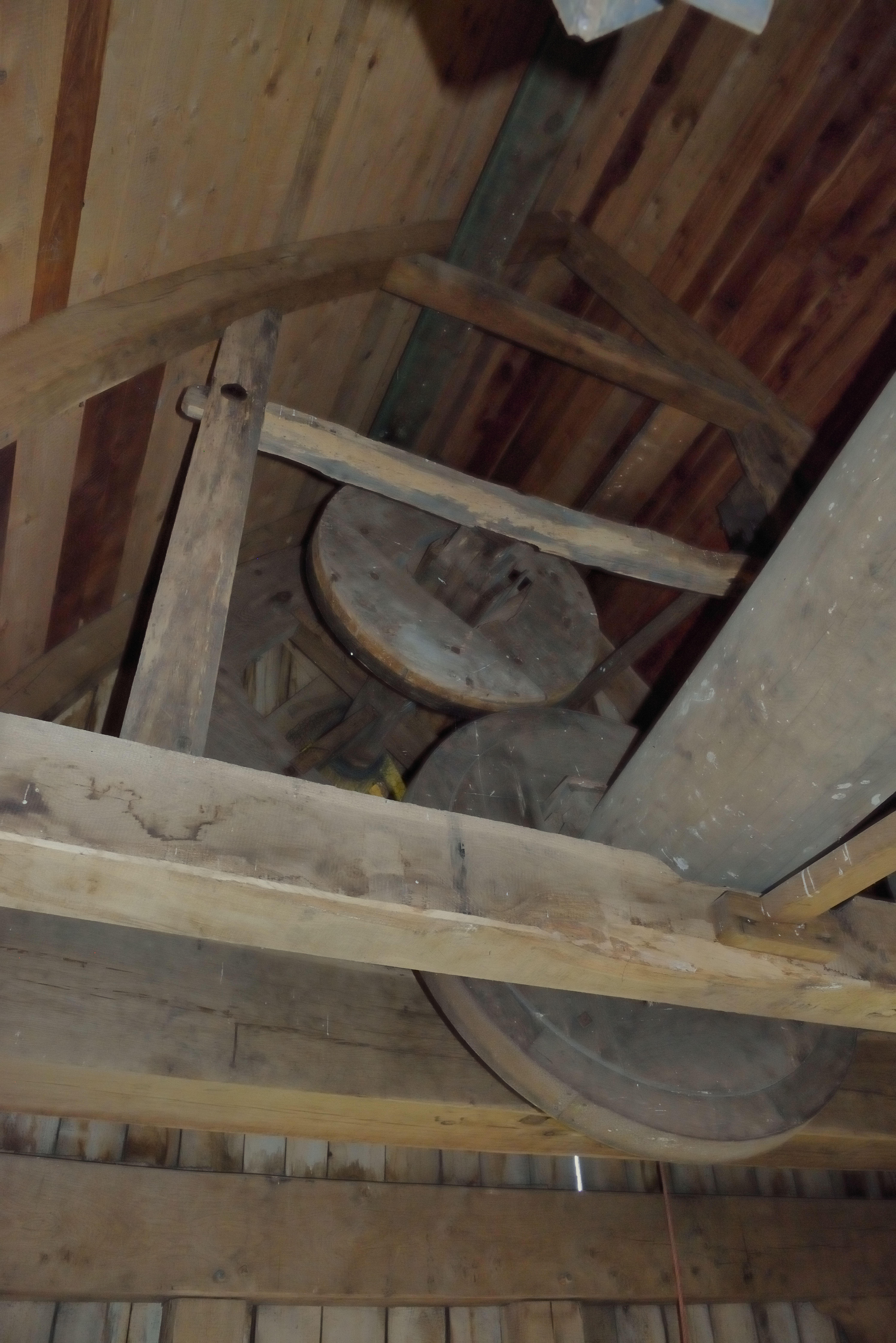
Luiwerk